# Antonio Fernández-Román
Antonio Aurelio del Sacramento Fernández-Román García de Quevedo, conocido en los medios cinematográficos como Antonio Román (Orense, 9 de noviembre de 1911-Madrid, 16 de junio de 1989) fue un director de cine español.

## Biografía
En la década de 1930, colaboró con varias revistas de cine como Popular Film, Films Selectos y Cinegramas. El 9 de junio de 1936 se estrenó en el Palacio de la Música de Madrid su cortometraje de cine experimental Ciudad encantada, de tan solo 10 minutos de duración. El director gallego contó con la inestimable colaboración del fotógrafo Cecilio Paniagua y el rodaje tuvo lugar en la Ciudad Encantada de Cuenca. Fue el último cortometraje español rodado por un director profesional en ser estrenado en cine poco antes del estallido de la Guerra Civil.
Pertenece a ese grupo de directores renovadores del cine español de posguerra, junto con José Luis Sáenz de Heredia y Rafael Gil. Junto al primero de ellos, participó en el guion de Raza. “Dado el marcado carácter propagandístico de sus obras, tras la Guerra Civil sus películas obtuvieron subvenciones, ayudas y premios nacionales, razón por la cual quizás no se haya valorado suficientemente su trabajo desde el punto de vista técnico”.
Es difícil explicar la evolución cinematográfica de Antonio Román. Sus dos primeras películas no parecían apuntar al cine que llegó posteriormente. Aprovechando el momento político, hizo dos productos nacionales que le permitieran realizar los proyectos más arriesgados y personales de su filmografía, como son Intriga y La casa de la lluvia.
El fracaso comercial y el escepticismo crítico con que fueron recibidas estas dos propuestas precipitaron la vuelta a proyectos más comerciales como Lola Montes y Los últimos de Filipinas, con el que consiguió un gran éxito.

## Premios
Medallas del Círculo de Escritores Cinematográficos
| Año  | Categoría       | Película                 | Resultado |
| ---- | --------------- | ------------------------ | --------- |
| 1945 | Mejor dirección | Los últimos de Filipinas | Ganador   |

## Filmografía
- Sandra (1930)
- Ensueño (1931)
- Canto a la emigración (1935)
- Ciudad encantada (1936)
- Barcelona o ritmo de un día (1939)
- Mérida (1940)
- Al borde del gran viaje (1940)
- De la Alhambra al Albaicín (1940)
- O carro e o home (1940)
- Escuadrilla (1941)
- Boda en el infierno (1942)
- Intriga (1943)
- La casa de la lluvia (1943)
- Lola Montes (1944)
- Los últimos de Filipinas (1945)
- Fuenteovejuna (1947)
- La vida encadenada (1948)
- El amor brujo (1949)
- Pacto de silencio (1949)
- El pasado amenaza (1950)
- La fuente enterrada (1950)
- La forastera (1951)
- Último día (1952)
- Congreso en Sevilla (1955)
- La fierecilla domada (1956)
- Dos novias para un torero (1956)
- Madrugada (1957)
- Los clarines del miedo (1958)
- Bombas para la paz (1959)
- Mi mujer me gusta más (1961)
- El sol en el espejo (1963)
- Pacto de silencio (1963)
- Un tiro por la espalda (1964)
- Ringo de Nebraska (1966)
- El mesón del gitano (1969)